# Hrabstwo Nimba
Hrabstwo Nimba – hrabstwo w środkowej części Liberii. Stolicą hrabstwa jest Sanniquellie. Według spisu ludności z 2008 roku liczy sobie 462 026 mieszkańców, co czyni je drugim, pod względem zaludnienia, hrabstwem w kraju.

## Dystrykty
Hrabstwo dzieli się na sześć dystryktów: 
- Dystrykt Gbehlageh
- Dystrykt Saclepea
- Dystrykt Sanniquelleh-Mahn
- Dystrykt Tappita
- Dystrykt Yarwein-Mehnsohnneh
- Dystrykt Zoegeh